# شکوه جوانمردی
شکوه جوانمردی فیلمی به کارگردانی و نویسندگی اسماعیل ریاحی محصول سال ۱۳۴۶ است.

## خلاصه داستان
مرد متمولی با ازدواج دخترخوانده‌اش با جوانی مخالفت می‌کند اما پس از ماجراهایی درمی‌یابد که خواستگار دخترخوانده‌اش پسر خودش است که گمان می‌برده سال‌ها پیش طی سانحه‌ای از بین رفته است...

## بازیگران
- فردین
- آرمان
- فروزان
- تقی ظهوری
- شهلا
- فمی بنوس
- مونیکا پاردو